# Gidge
 (septembre 2018).
Gidge est une formation musicale suédoise produisant de la musique électronique. Elle est composée de Ludvig Stolterman et Jonathan Nilsson. Les deux musiciens se sont rencontrés à l'âge de 16 ans au lycée,. Ils sont originaires d'Umeå, une ville située au nord de la Suède. Ils trouveraient leur inspiration dans la nature qui les environne et notamment la forêt.
David Garber de Vice décrit leur musique comme "des beats éthérés qui transportent votre esprit, votre corps et votre âme vers un endroit paisible".
Le 29 septembre 2014, Nordic by Nature a sacré Gidge "artiste de la semaine". Le groupe a reçu des louanges pour leurs morceaux  Norrland, I Fell In Love et For Seoul. 
Le groupe a sorti son premier album intitulé Autumn Bells en 2014.
Le 13 janvier 2017, Gidge sort le mini-album LNLNN.
En octobre 2018, Norrland a été choisi pour accompagner la publicité des smartphones Huawei Mate 20.

## Discographie
- Autumn Bells (2014)
- LNLNN (2017)
- New Light (2020)